# EyeEm

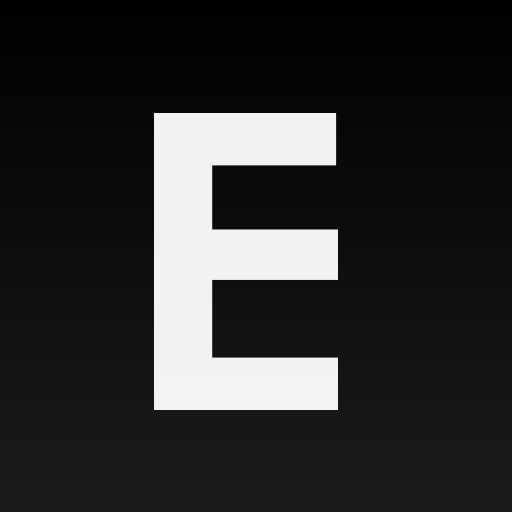
Logo de l'application

EyeEm est une application mobile de partage de photos disponible sur iOS et Android. Créée en janvier 2010 par Florian Meissner et basée à Berlin, l'entreprise permet à ses utilisateurs de prendre des clichés et de les éditer avec filtres et cadres, avant de les partager sur l'application et le site d'Eyeem ou sur d'autres réseaux sociaux (Facebook, Twitter, Tumblr, Flickr, Foursquare). En cela elle se pose donc en alternative à l'application Instagram (propriété de Facebook) ; cependant le modèle économique d'Eyeem n'est pas basé sur des revenus publicitaires mais sur des « missions », c'est-à-dire des événements sponsorisés par des marques qui paient pour que les utilisateurs photographient leurs événements ; en janvier 2015 près de 220 000 photographes auraient participé à plus de 100 missions. L'entreprise a également établi un partenariat avec Getty Images pour enrichir la base de photos sur le mode de la production participative et financer les créateurs sur la plateforme (EyeEm prélevant 50 % des revenus versés).
En 2014, l'application compte plus de 10 millions d'utilisateurs répartis dans 190 pays qui ont produit plus de 40 millions de clichés.